# Стейк

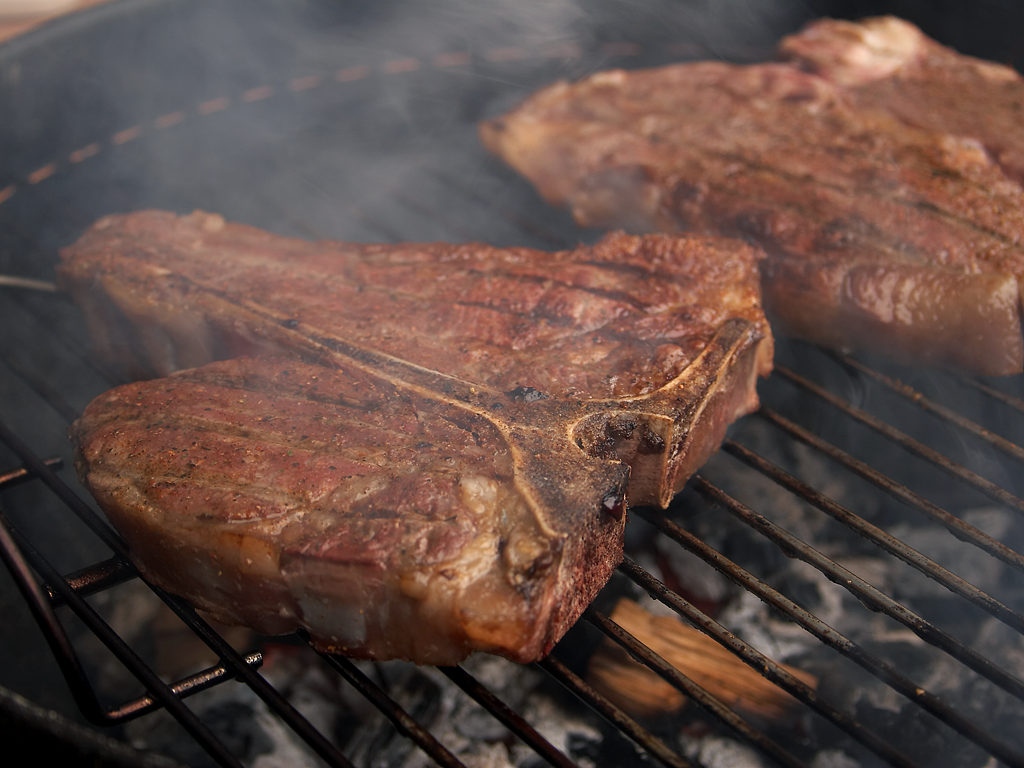
Тибоун-стейк на гриле

Стейк (от англ. steak — кусок мяса) — толстый кусок обжаренного мяса или рыбы. Стейк из лучших частей говядины обычно называется просто стейком, иногда также бифштексом (англ. beef steak).

## История говяжьего стейка
В средневековой Европе говядина имела низкую репутацию: она представляла собой почти исключительно мясо старых коров и быков. Лишний крупный рогатый скот забивали в раннем возрасте, поэтому телятина была достаточно распространена в кухне зажиточных слоёв населения.
Широкое распространение практики кастрации молодых бычков и их усиленного откорма ради мяса началось в Англии и лишь позднее распространилось по Европе. Именно этим объясняется тот факт, что почти все европейские языки, включая русский (через немецкий), заимствовали базовые названия жареных кусков говядины — бифштекс и ростбиф — из английского языка.
В Великобритании стейк снискал признание лишь в XV веке, в 1460 году его описание появилось в рецептурной книге, а три столетия спустя технология приготовления куска мяса, зажаренного на открытом огне, стала известна на материке.
Отправной точкой для зарождения современной индустрии производства говядины в Америке считается тот момент, когда Колумб привёз в Новый Свет через Атлантику крупный рогатый скот породы Лонгхорн.
Бытует мнение, что классические стейки — сугубо американское национальное блюдо и едва ли не единственный ценный вклад США в мировую кухню. Не случайно именно здесь был создан настоящий культ стейка, ставший частью национальной культуры. И сегодня именно эта страна является одним из ведущих экспортёров говядины. В США её производство находится под контролем государства.
Здесь существуют очень высокие критерии отбора мяса для стейков: строгие градации и жёсткие стандарты по откорму, забою и ветеринарному контролю скота. Помимо США крупными производителями говядины являются Австралия и Аргентина.

## Мясо для говяжьих стейков
Мясо для стейка — всегда продукт элитного животноводства. Для получения качественного блюда подходит только мясо молодых бычков (от года до полутора лет) определённых пород. Лучшими считаются мясные породы Герефорд и Ангус, а наиболее ценным является чистое мясо — англ. certified angus beef.

### Откорм животных
Большое значение имеет способ откорма животных. Наиболее ценятся бычки, откармливаемые зерном (в Америке предпочтение отдается кукурузе, в Австралии — пшенице), поскольку у них внутри мышечных волокон образуются нежные жировые прослойки. Такая говядина, называемая мраморной, в процессе приготовления получается более нежной и сочной, чем мясо бычка травяного откорма. Из стандартов по мраморности обычно предпочтение отдаётся высшей (англ. prime) и отборной (англ. choice) категориям.

### Разделка туши
Куски для стейков вырезают из тех участков туши животного, которые не были задействованы в движении мышц. Мясо отделяется толстыми (не менее 3 и не более 5 см) ломтями в поперечном направлении. Подобная разделка позволит потом жару равномерно проходить через «поры» волокон, быстро нагревая мясо до нужной температуры.

### Выдержка мяса
Стейки никогда не готовят из парного мяса, говядина должна вызревать от 15 до 28 дней при сухой выдержке и от нескольких дней до недели при влажной. Такой срок необходим, чтобы в процессе ферментации мышечная ткань стала более рыхлой и нежной. Считается что мясо, подвергнутое влажной выдержке, более нежное (так как в нём сохраняется влага), а мясо сухой выдержки обладает более насыщенным и концентрированным вкусом.

## Виды стейков

### Классические стейки
Классические говяжьи стейки — дорогостоящее блюдо, поскольку мясо для них берётся из лучших частей туши бычков, которые не использовались животным при движении. Для их приготовления подходит около 7—10 % от всей туши животного. Современная кухня выделяет следующие виды классических стейков, название которых зависит от того, из какой части туши было вырезано мясо:
- рибай-стейк, нарезаемый из отруба говядины толстый край с 5 по 12 ребра животного и имеющий большое количество жировых прожилок; самый неприхотливый в приготовлении, сочный и мягкий стейк.
- ковбой-стейк (рибай на кости), вырезаемый из спинной части на участке толстого края длиннейшей мышцы спины и имеющий небольшую рёберную кость. Рибай на длинном зачищенном ребре называется стейк томагавк;
- стриплойн-стейк (стейк «Нью-Йорк»), вырезается из тонкого филейного края, расположенного в поясничном отделе туши после 13-го ребра
- тибоун-стейк (T-bone, стейк на Т-образной кости), вырезаемый из участка туши на границе между спинной и поясничной частями в области тонкого края длиннейшей мышцы спины и тонкого конца вырезки, поэтому состоящий сразу из двух видов стейкового мяса — филе-миньон с одной стороны косточки и «Нью-Йорк» — с другой;
- портерхаус-стейк («большой T-bone»), вырезаемый из поясничной части спины в области толстого конца вырезки;
- клаб-стейк, также близкий к T-bone стейк на кости, взятый в зоне тонкого конца вырезки;
- филе-миньон — поперечный срез центральной части вырезки с самым нежным мясом, не приготавливаемым «с кровью»; почти не содержит внутримышечного жира
- шатобриан — толстый край центральной части филейной вырезки (жарят целиком или порционируют, чаще всего на двоих), по сути представляющий собой тот же большой филе-миньон, но подаваемый не стоя, а выкладываемый на тарелке в длину;

### Альтернативные стейки
Альтернативные стейки вырезают из частей туши, которые использовались животным при движении или сложнее в плане обработки. Такие стейки могут быть более жёсткими, чем классические, чаще всего требуется некоторая подготовка мяса перед приготовлением: предварительное тушение, зачистка от жилок, сухожилий, жира или маринование. Однако такие отрубы более доступные, могут обладать более ярким и насыщенным вкусом, ароматом, а при соблюдении технологии быть не хуже по вкусовым качествам, чем классические стейки.
- сирлойн-стейк, вырезаемый из поясничной части спины в области головной части вырезки;
- раундрамб-стейк, вырезаемый из верхнего куска тазобедренной части;
- торнедос — маленькие кусочки из тонкого края центральной части вырезки, используемые для приготовления медальонов;
- скирт-стейк — не самый нежный, но очень вкусный кусок мяса из диафрагмы;
- фланк-стейк, пашина или покромка — вырезается из нижней части живота[5]; это жесткие, постные стейки с крупными и длинными волокнами, насыщенным мясным вкусом и ароматом. Рекомендуется предварительное маринование или обработка тендерайзером[6]
- пиканья-стейк — вырезается из верхней части тазобедренного отруба, популярен в Латинской Америке[7].
- чак-ролл — шейное филе из длинной спинной мышцы между лопаткой и ребрами. Имеет удлинённую форму, напоминающую классическую вырезку. По вкусу напоминает рибай, но более жилистое. Рекомендуется предварительное маринование.
- топ-блейд — стейк из наружной части лопатки, мягкое мясо, но нужно учитывать соединительную ткань
- топ-сайд — стейк из внутренней части лопатки, мясо с высокой степенью мраморности
- флэт-айрон — наружная часть лопатки, тот же топ-блейд, но разделанный вдоль
- денвер — стейк из небольшой мышцы, расположенной между шейным отделом позвоночника и лопаткой, либо мякоть, выделенная из центральной части шеи и зачищенная от сухожилий и пленок[6]
- рамп-стейк — кострец, мясо из задней части, это относительно жесткий стейк, однако имеет преимущество: низкая цена, яркий вкус. Рекомендуется предварительное маринование или тушение[6]
- трай-тип (стейк Санта-Мария, стейк Ньюпорт) — стейк треугольной формы, вырезанный из огузка

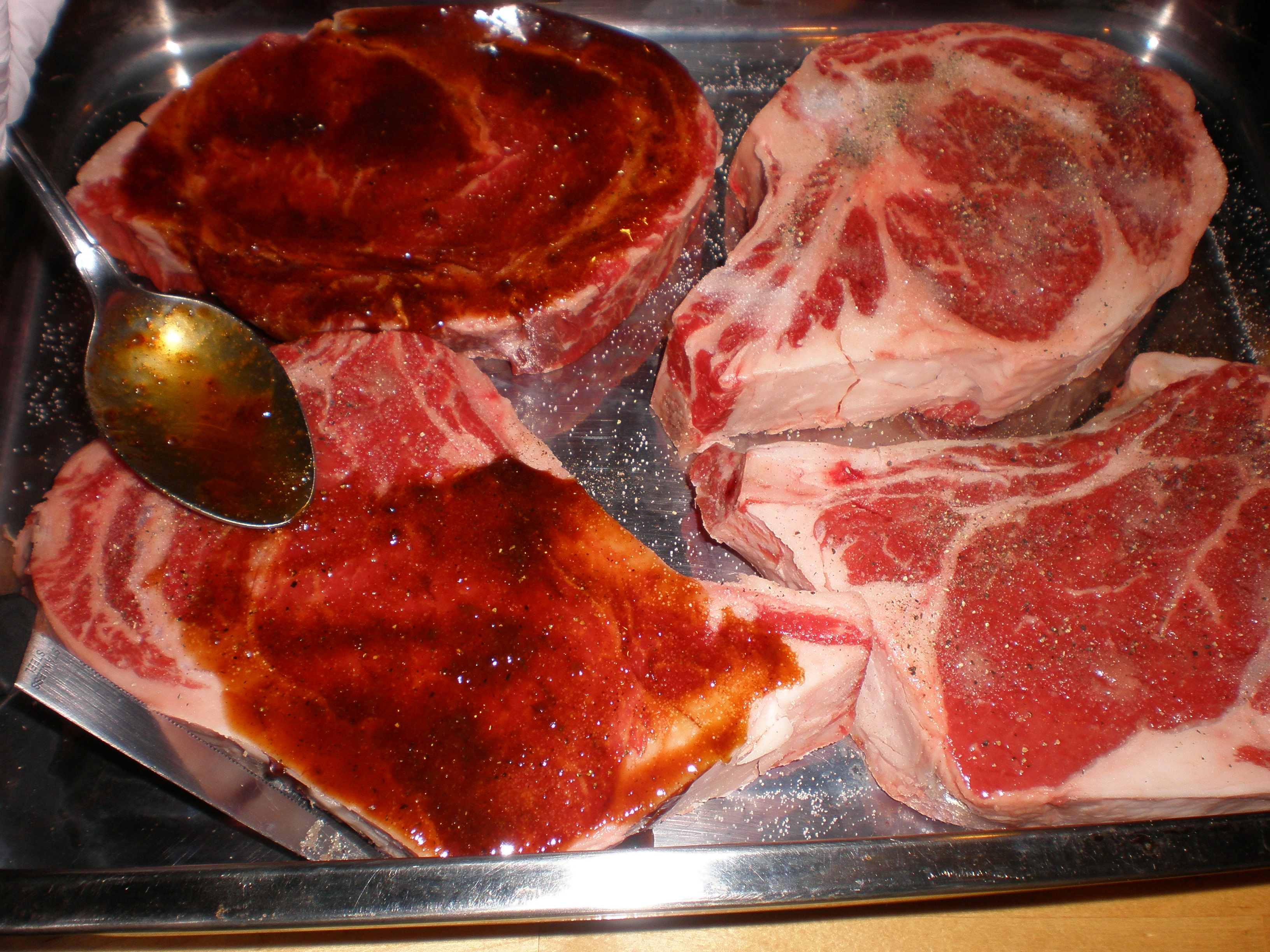
Рибай-стейк
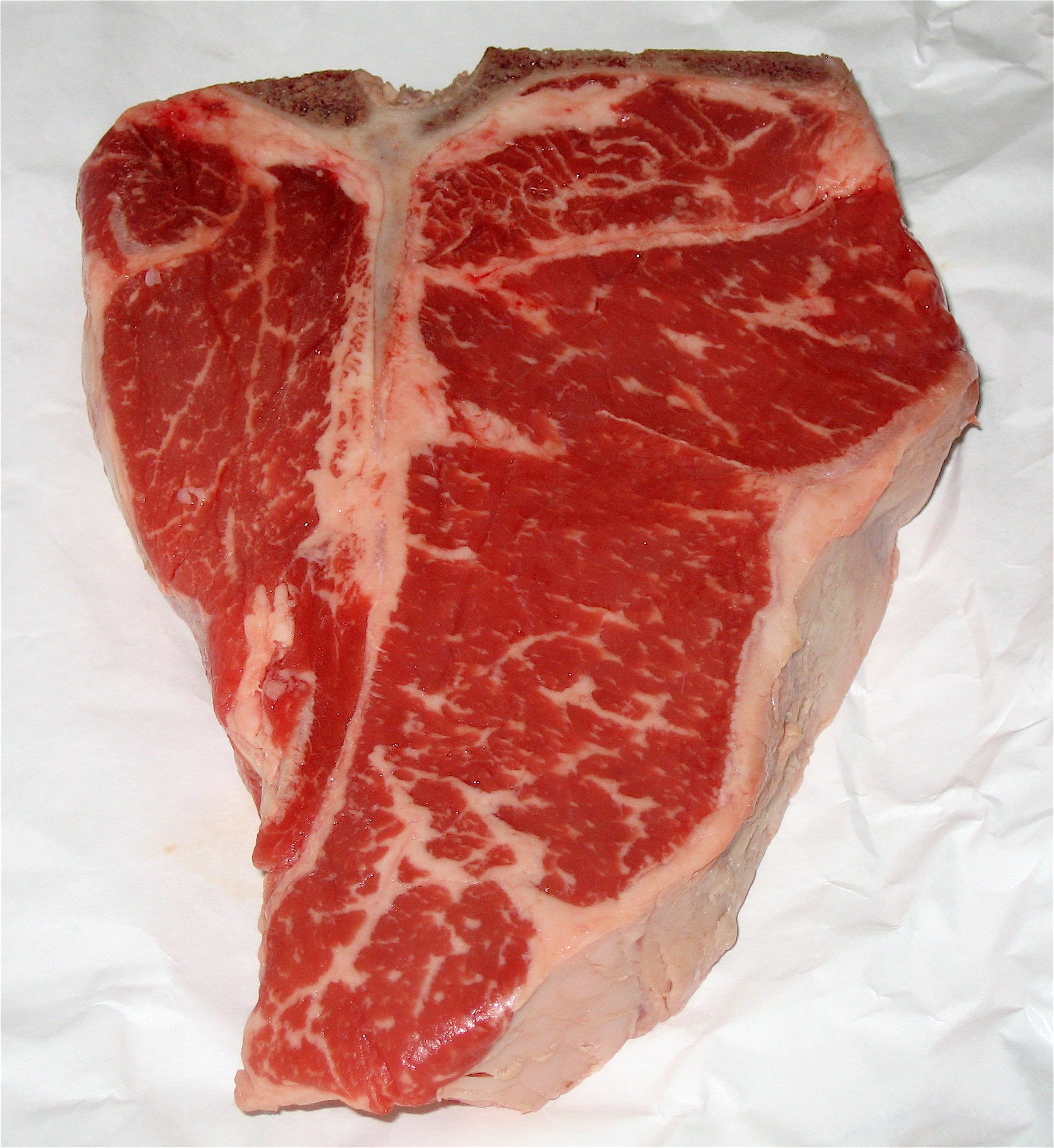
Тибоун-стейк
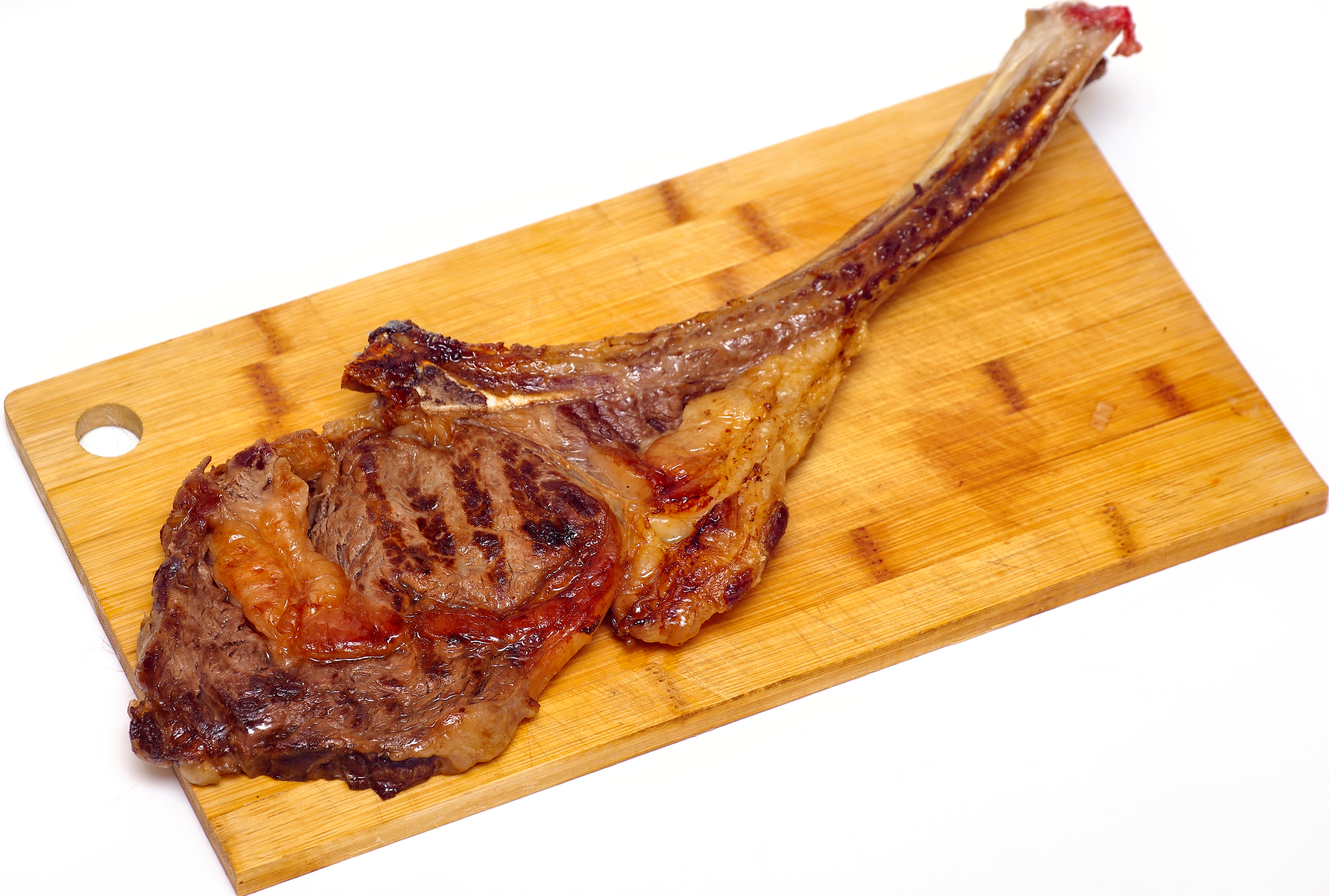
Томагавк стейк
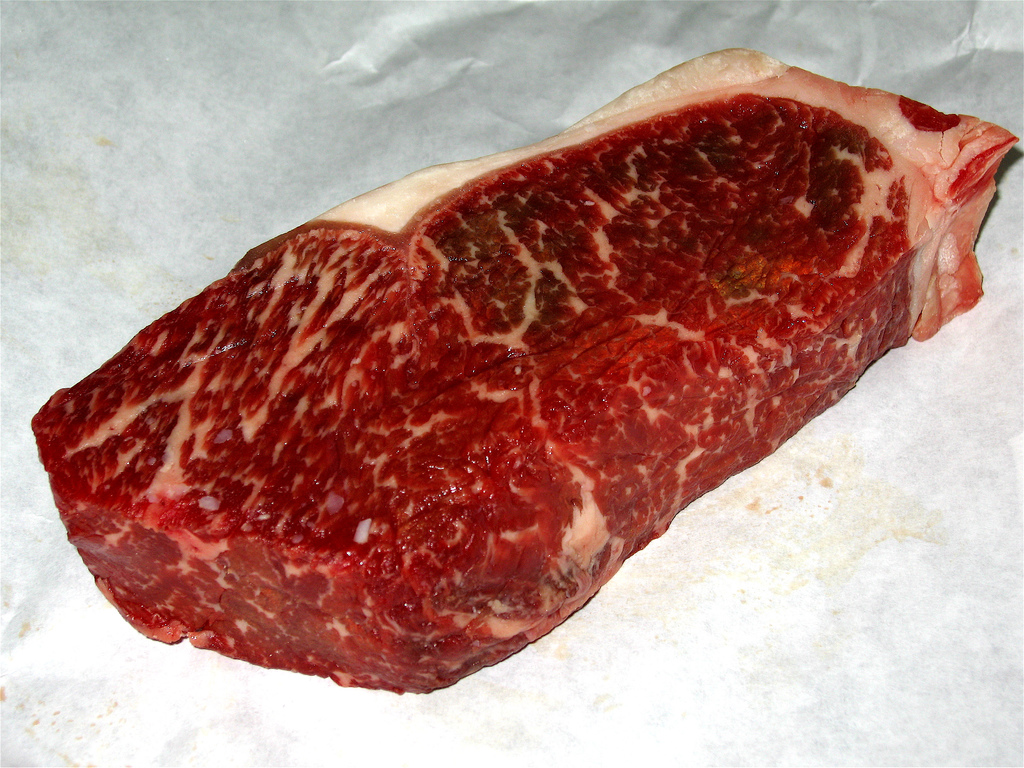
Стриплойн-стейк
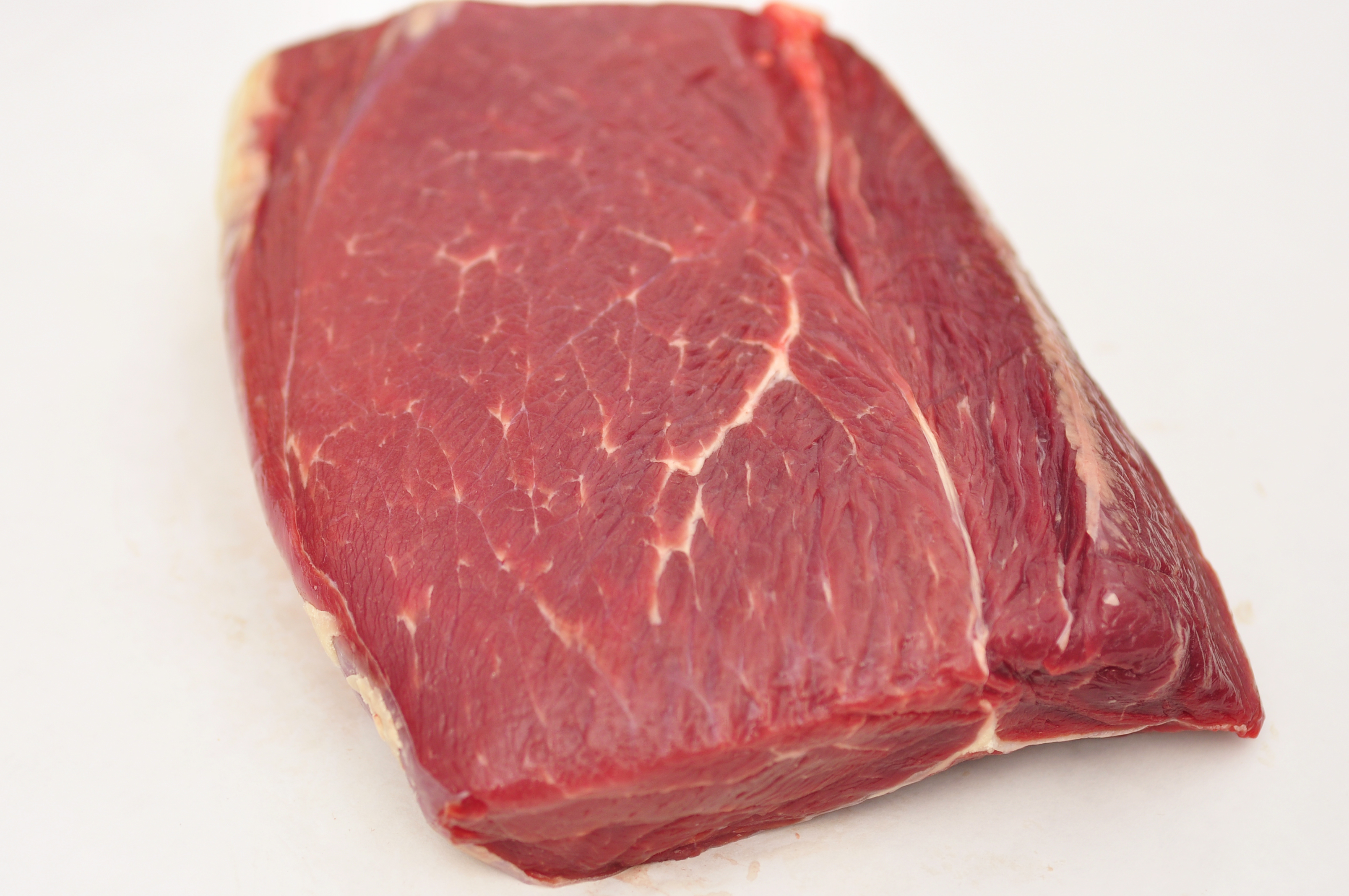
Сирлойн-стейк
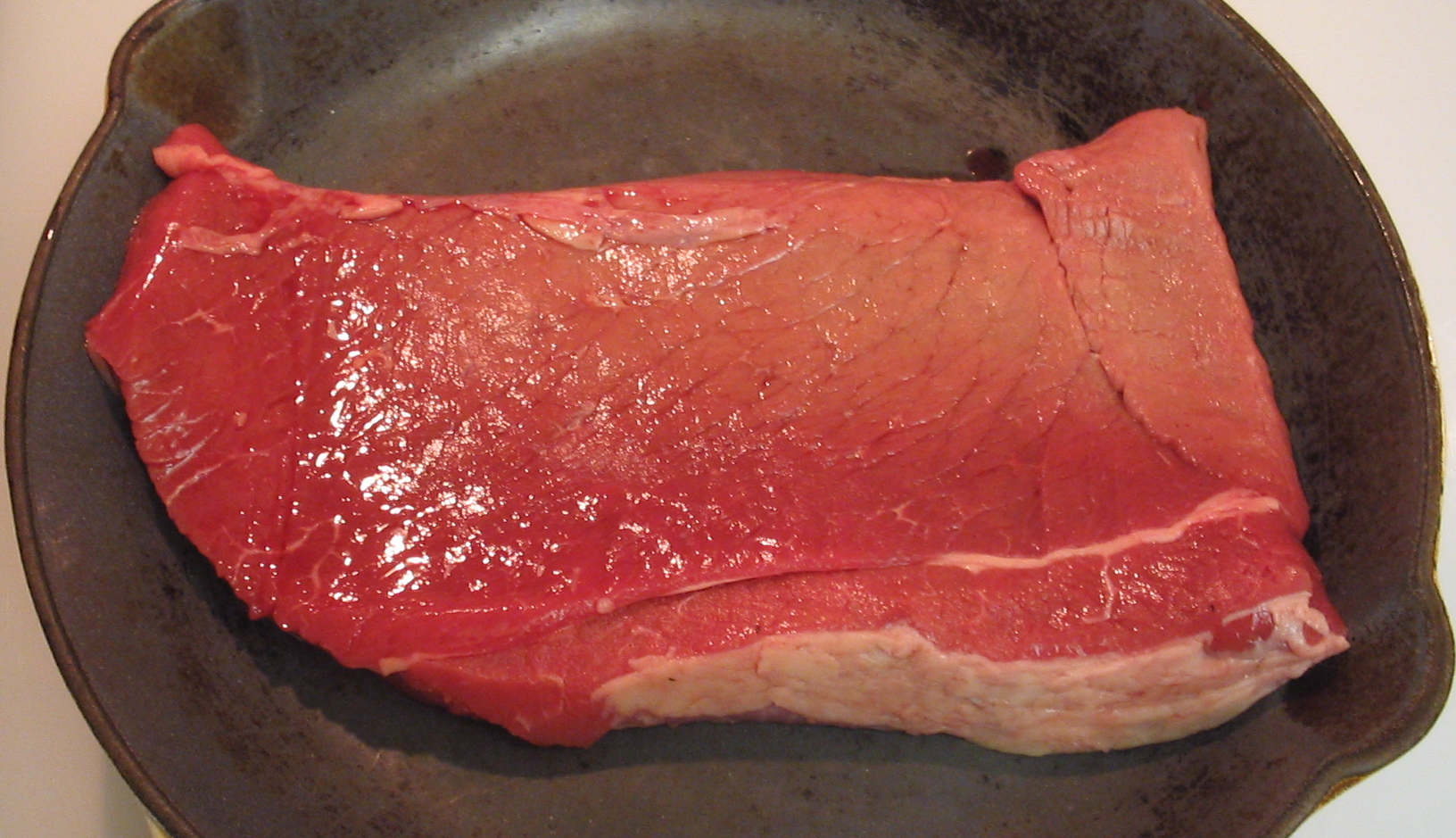
Раундрамб-стейк
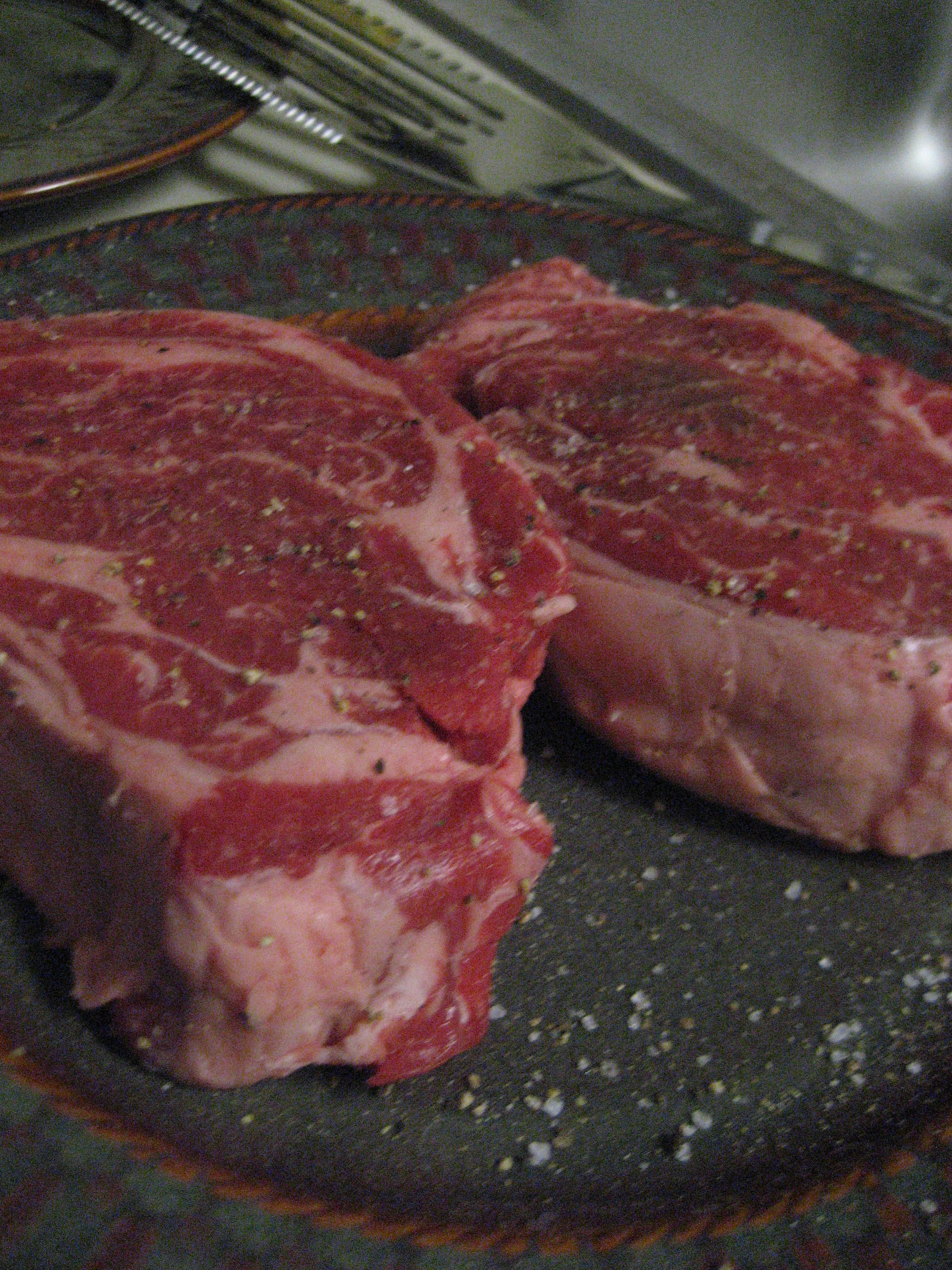
Чак-ролл
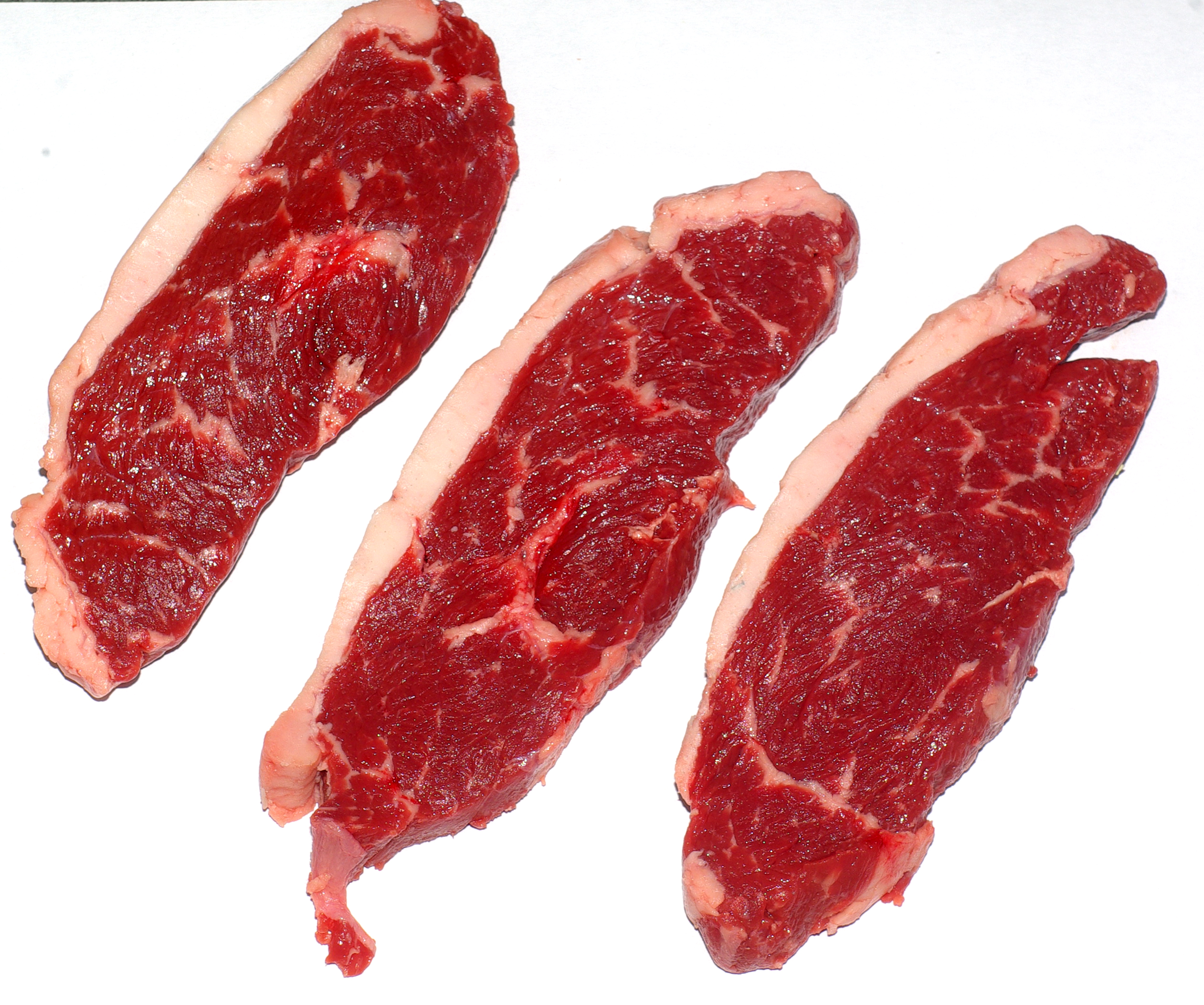
Стейк Пиканья
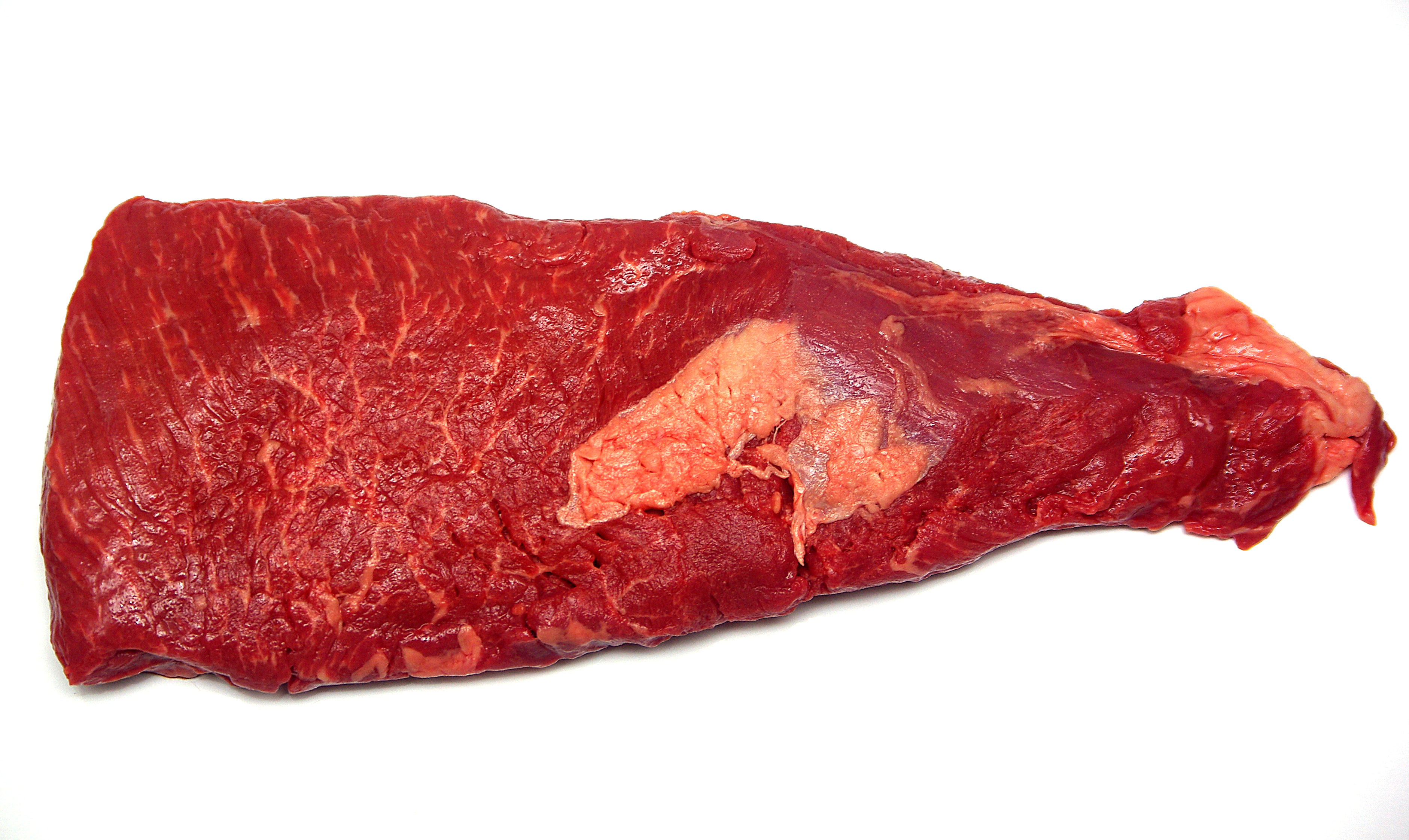
Фланк стейк
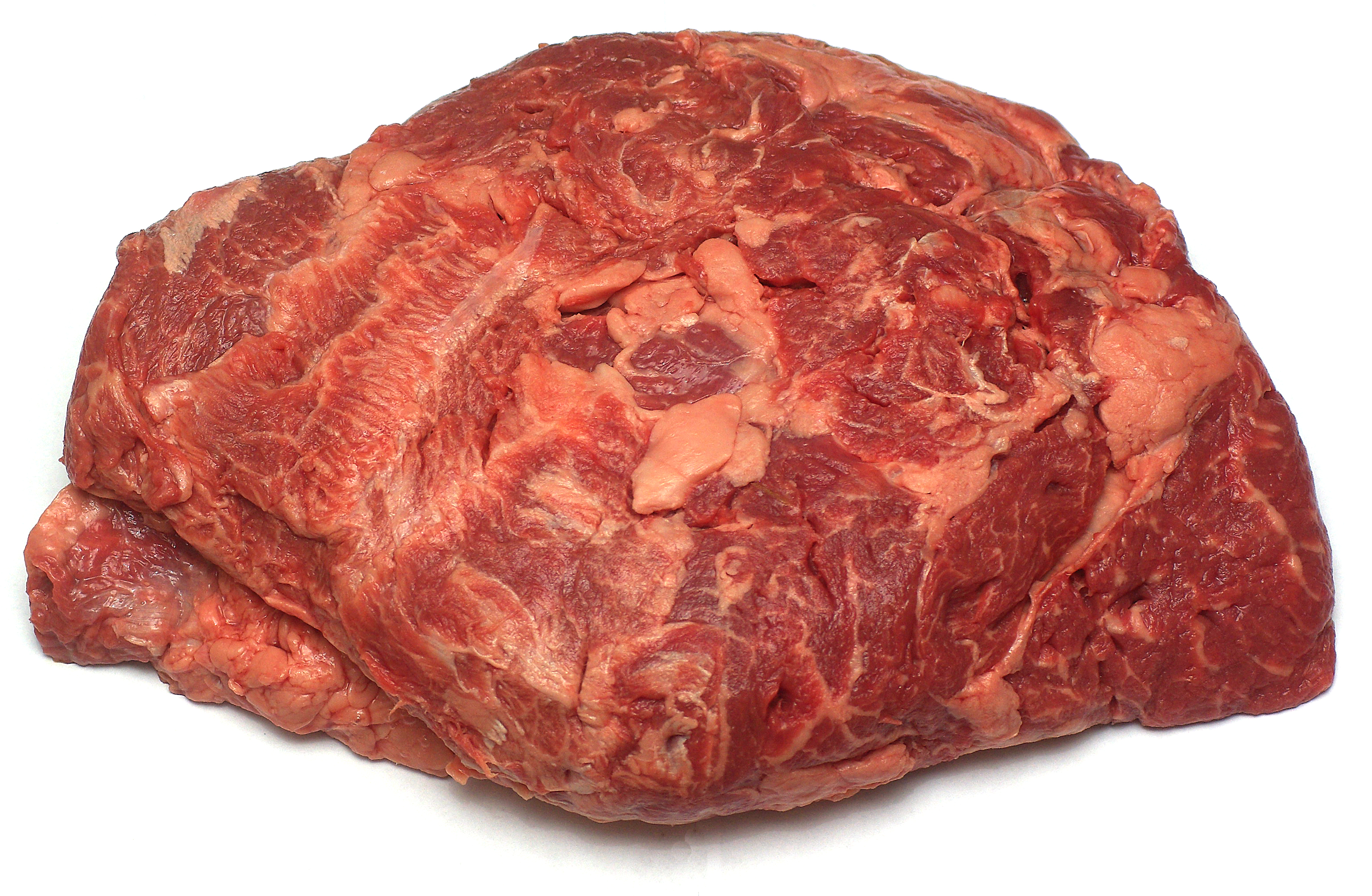
Отруб Чак Ролл
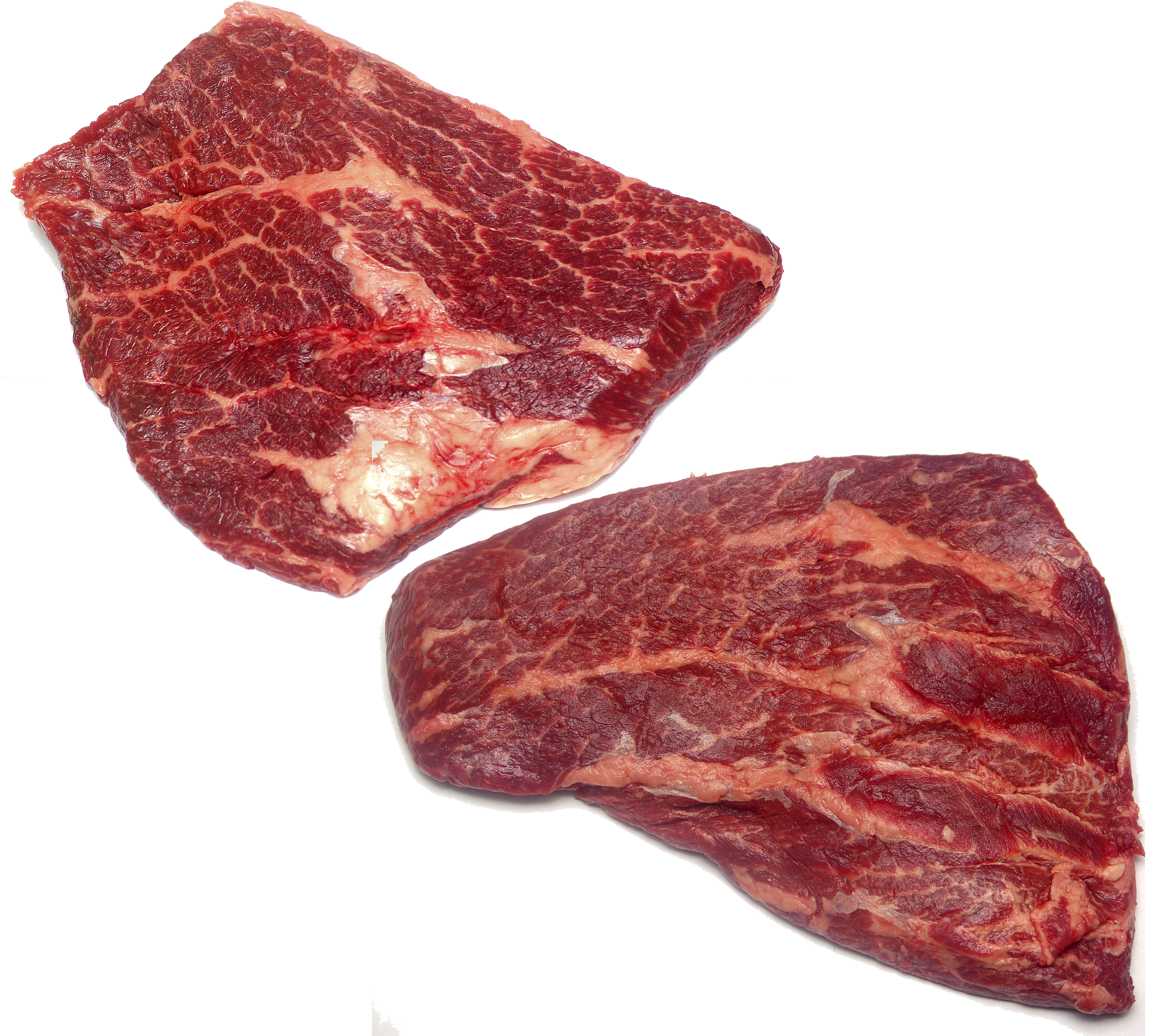
Центральная часть шеи (отруб Денвер)
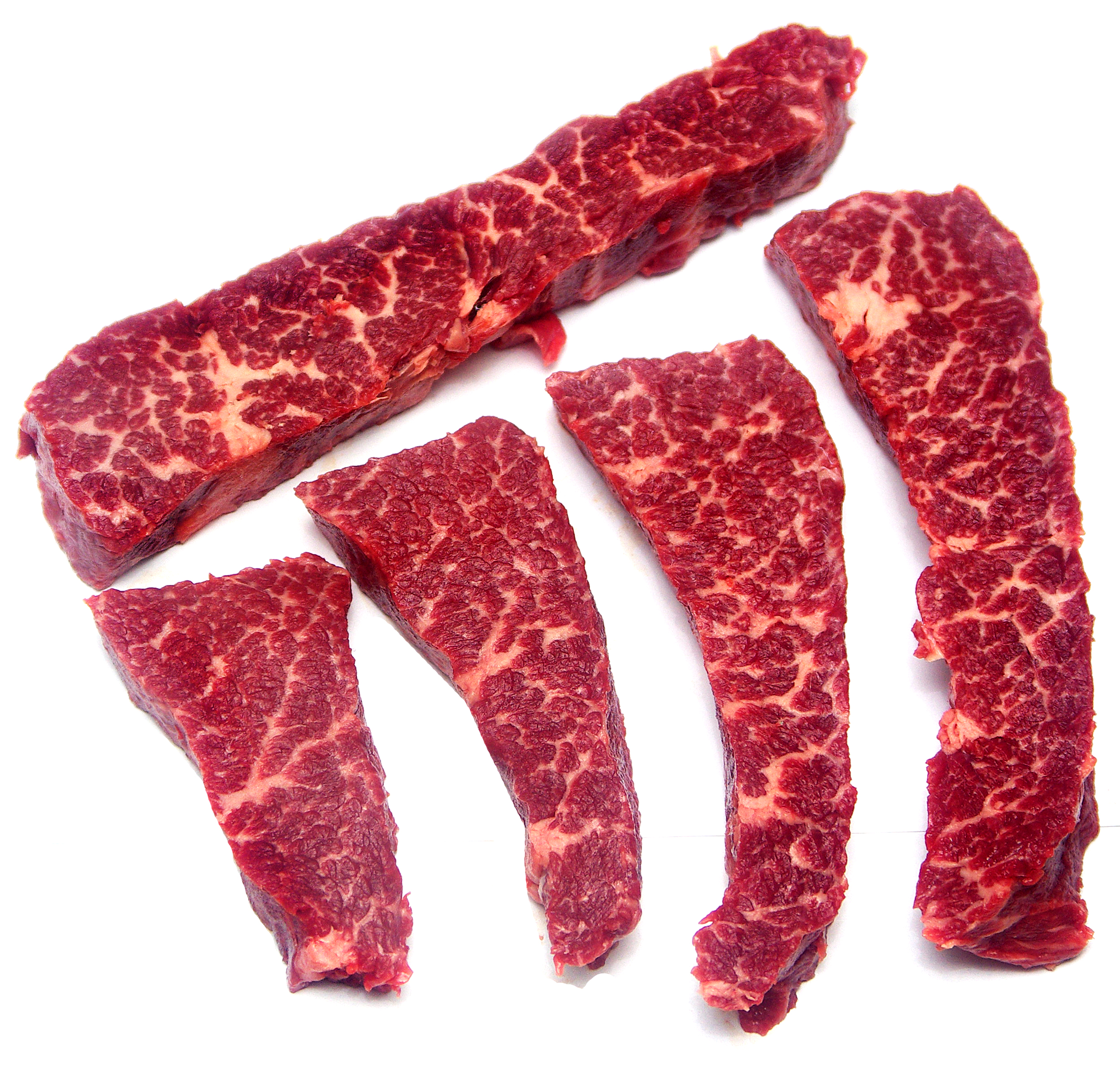
Отруб Денвер нарезанный на порции: Денвер-стейк
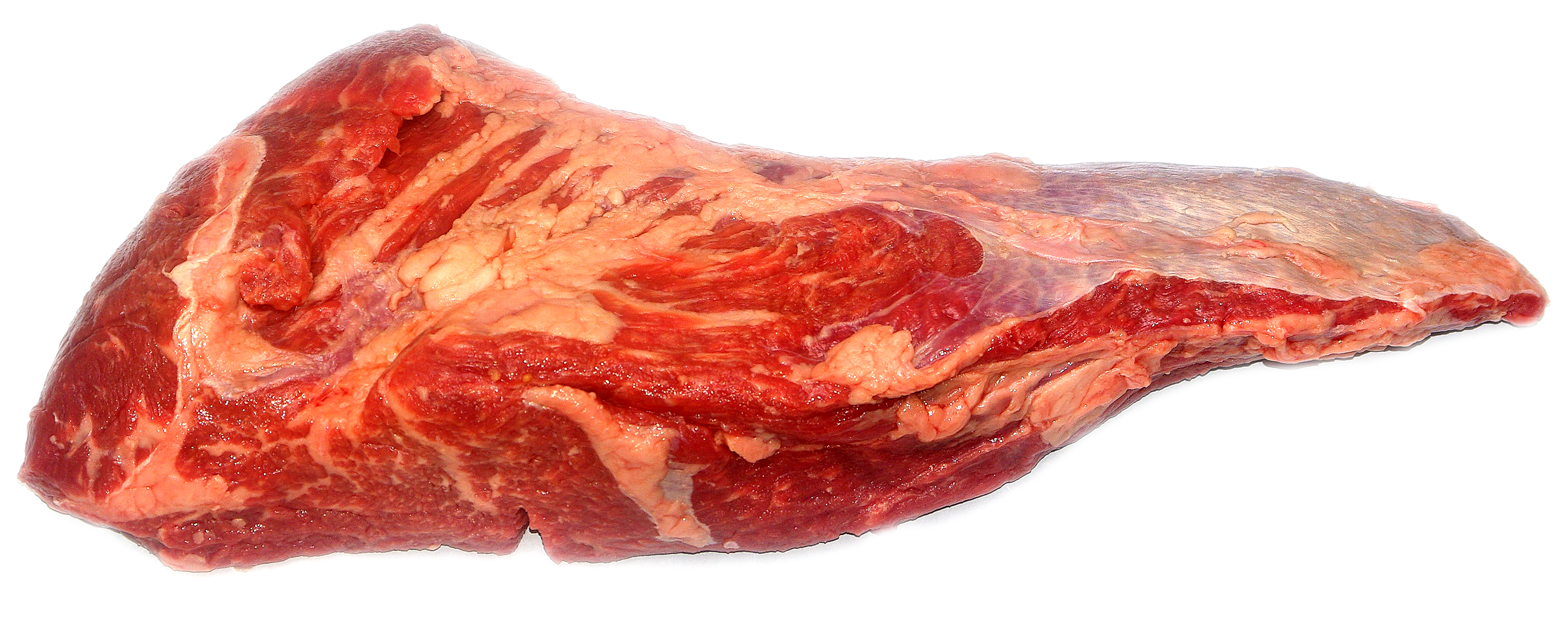
Три-Тип
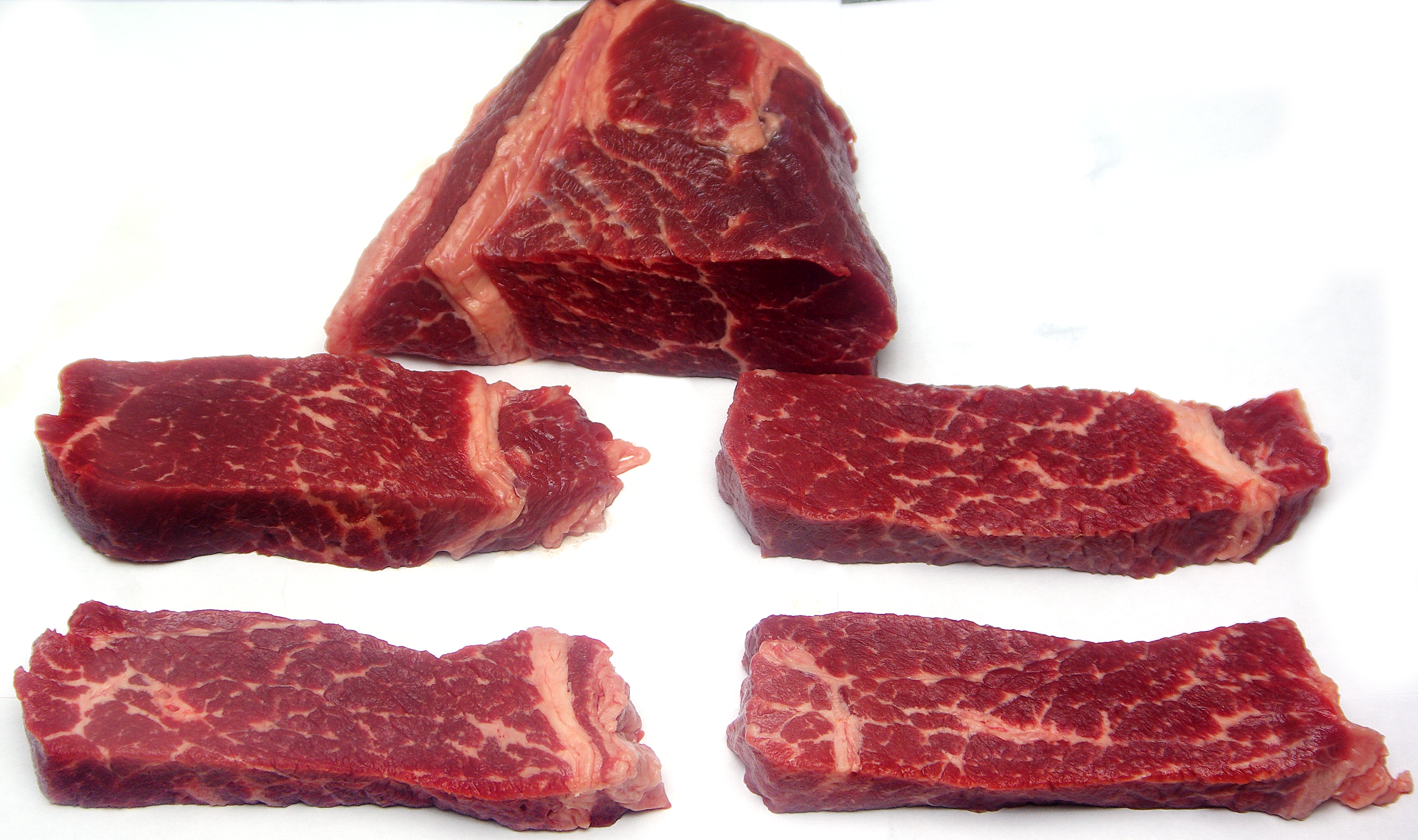
Отруб и стейки Топ-сайд

## Приготовление стейков
На первый взгляд стейк представляется довольно незасмысловатым блюдом в виде поджаренного с двух сторон куска мяса. Процесс работы над ним скрывает несколько тонкостей, начиная с правильного подбора и подготовки мяса и заканчивая технологией его поджаривания.
Оборудованием для приготовления стейков является духовой шкаф, печь на древесном угле, где идущий со всех сторон жар создаёт давление внутри куска, а также электрогриль, угольный гриль или гриль-сковорода, а также обычная сковорода (предпочтительно чугунная). Для того, чтобы мясо получилось вкусным и соответствовало нужной степени прожарки, необходимо поддерживать определённый температурный режим и соблюдать время приготовления.
Общие правила по приготовлению стейка очень схожи и состоят из нескольких этапов
- Доведение охлаждённого мяса до комнатной температуры, это занимает от 30 до 120 минут и зависит от порции
- Осушение мяса салфеткой или тканевым полотенцем: этап необходим для получения румяной корочки и ускорения приготовления стейка. Наличие большого объёма влаги приведёт к предварительному «тушению», а не жарке стейка.
- Приготовление мяса, время и температура зависят от вида стейка и требуемой прожарки, время может составлять от 1 до 30 минут, а температура в толще — от 46 °C до 71 °C и выше.
- «Отдых» мяса: мясо оставляют в тёплой тарелке или накрывают фольгой, чтобы мясные соки, вытесненные сжавшимися белками в центр куска, равномерно разошлись по всей поверхности.
- Введение приправ: сливочное масло, соль, перец, травы и другие[6].

### Степени прожарки
В соответствии с американской системой классификации различают семь степеней прожарки стейков:
- экстра-рейр (от англ. extra rare, также blue rare или англ. blue) — прогретый до 46—49 °C и быстро «закрытый» на гриле, сырой, но не холодный;
- с «кровью» (красным соком) (англ. rare) — непрожаренное мясо (обжаренное снаружи, красное внутри) с красным соком, прогретое до 49—55 °C (готовится 2—3 мин при 200 °C);
- слабой прожарки (англ. medium rare) — непрожаренное мясо, с соком ярко выраженного розового цвета и прогревом до 55—60 °C (готовится 4—5 мин при 190—200 °C);
- средней прожарки (англ. medium) — среднепрожаренное мясо со светло-розовым соком внутри и прогревом до 60—65 °C (готовится 6—7 мин при 180 °C);
- почти прожаренное (англ. medium well) — мясо с прозрачным соком и прогревом до 65—69 °C (готовится 8—9 мин при 180 °C);
- прожаренное (англ. well done) — полностью прожаренное мясо почти без сока, прогретое до 71—100 °C (готовится 8—9 мин при 180 °C с доготовкой в пароконвектомате);
- сильно прожаренное (англ. too well done, overcooked) — полностью прожаренное мясо совсем без сока и прогретое до температуры свыше 100 °C.